# Aitor Iturrioz
Aitor Antonio Iturrioz Ortiz (Ciudad de México, 9 de abril de 1970) es un actor mexicano. Mayormente conocido por su papel en la telenovela mexicana Clase 406 como Max Brouer y su papel en Rebelde como Esteban Nolasco.

## Carrera
Primero fue presentador del programa Don Francisco Presenta.
Después actuó en varias novelas de Televisa como Retrato de familia (1995) y Luz Clarita (1996). Después participaría en las series Mi pequeña traviesa, Por tu amor, DKDA: Sueños de juventud, Mujeres engañadas, Primer amor... a mil por hora, Tu historia de amor y Velo de novia.
En 2003 reaparece en Clase 406 y en 2004 fue elegido para la primera temporada de la producción Rebelde con el rol de Esteban Nolasco, ambas producciones de Pedro Damián.
Luego en 2006 trabajó en la telenovela La fea más bella, remake de la telenovela colombiana Yo soy Betty, la fea y después al año siguiente en la producción Lola, érase una vez.
En 2007 trabajó en la producción Al diablo con los guapos , Muchacha italiana viene a casarse. En 2017 actuó en la telenovela El Bienamado.

## Vida personal
Tuvo un matrimonio con la actriz también mexicana Karyme Lozano, del cual tuvieron una hija (Ángela), sin embargo, se divorciaron.
Luego tuvo una relación con Paola Cantú (exmiembro del grupo Garibaldi), con la cual tuvo otra hija (Regina) en 2004.

## Filmografía

### Telenovelas
- Un día para vivir (2021-2022) .... Chucho / Gregorio[1][2]
- Silvia Pinal, frente a ti (2019) .... Rogelio A. González
- Por amar sin ley (2018) .... Oscar
- El bienamado (2017) .... Timoteo
- Muchacha italiana viene a casarse (2014-2015) .... Ramiro
- Por siempre mi amor (2013-2014) .... Abogado de Fernando
- Al diablo con los guapos (2007-2008) .... Mateo Robledo
- Lola, érase una vez (2007-2008) .... Richard
- La fea más bella (2006) .... Rafael
- Rebelde (2004-2006) .... Esteban Nolasco Landeros
- Mujer, casos de la vida real (17 episodios, 1996-2004)  No me dejes (2004) - Alex
- Velo de novia (2003) .... Marcos Ruiz
- Tu historia de amor (2003) .... Marcos
- Clase 406 .... Max Brouer (2003)
- Primer amor... a mil por hora (2000) .... Boris
- DKDA Sueños de juventud (1999) ....
- Mujeres engañadas (1999-2000) .... Manuel
- Por tu amor (1999) .... Agustín Higueras Ledesma
- Mi pequeña traviesa (1997) .... Hugo #1
- Luz Clarita (1996-1997) .... José Mariano De la Fuente
- Retrato de familia (1995) .... Octavio Preciado Mariscal

### Programas
- ¿Qué dicen los famosos? (2022) .... Invitado[3]
- La guerra de los sexos (Venevisión) (2 episodios, 2004-2005)